# Estação Comandante Sampaio
A Estação Comandante Sampaio é uma estação ferroviária pertencente à Linha 8–Diamante operada pela ViaMobilidade. Está localizada no município de Osasco, no bairro do Km 18.

## História
Inaugurada em 12 de outubro de 1946 pela EFS, a estação tinha dois nomes oficiais: General Sampaio e Comandante Sampaio, ambos em homenagem ao General Antônio de Sampaio (herói da Guerra do Paraguai) e patrono da arma de infantaria do exercito brasileiro, sendo que o 2º nome prevaleceu.
A estação original ficava onde hoje existe o viaduto Presidente Tancredo Neves, construído em 1986. Em 1971, a FEPASA, absorveu a EFS, e remodelou a Linha Oeste, sendo que a estação de Comandante Sampaio recebeu um novo prédio em 25 de janeiro de 1979. Apesar da FEPASA ter desapropriado uma área em frente ao acesso principal da estação para a implantação de um terminal de ônibus, a obra não foi realizada e a área tornou-se um estacionamento de automóveis.
No ano de 1996, a CPTM assumiu a administração da estação e da linha.
Em 20 de abril de 2021 foi concedida para o consórcio ViaMobilidade composto pelas empresas CCR (atual Motiva) e RUASinvest, com a concessão para operar a linha por trinta anos. O contrato de concessão foi assinado e a transferência da linha foi realizada em 27 de janeiro de 2022.

### Projeto
Entre novembro de 2004 e março de 2005 a CPTM realizou a concorrência nº 8379402011 visando modernização de 12 estações, divididas em 6 lotes. A estação Comandante Sampaio integrou o Lote 1 ao lado da estação Domingos de Moraes. Esse lote foi vencido pelo Consórcio Sistema Pri/Engecorps pelo valor de R$ 492.852,00.
O projeto arquitetônico de remodelação foi realizado entre 2005 e 2007 pelo Escritório N&W Arquitetos, de Nelson Andrade e Wilson Edson Jorge. Apesar de concluído, nenhuma obra foi contratada até o momento.

## Tabelas
| Linha      | Terminais               | Comprimento (km) | Estações | Observações                                                                                            |
| ---------- | ----------------------- | ---------------- | -------- | --- |
| 8 Diamante | Júlio Prestes ↔ Itapevi | 35,283           | 20       | Possui extensão operacional. Antiga Linha B–Cinza / Antiga Linha Oeste do Trem Metropolitano da FEPASA |

## Toponímia

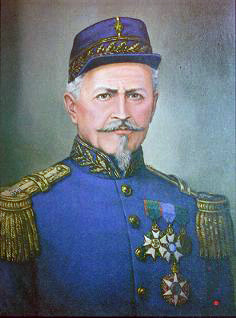
Retrato de Antonio de Sampaio

Antônio de Sampaio (1810-1866) foi um militar brasileiro. Ingressou no Exército Imperial Brasileiro em 1830 como voluntário no 22º Batalhão de Caçadores da Fortaleza de Nossa Senhora da Assunção. Ali fez carreira, sendo promovido a diversos postos por mérito. Posteriormente foi transferido para o Rio de Janeiro onde foi nomeado comandante do Corpo Policial da Corte. Em 1866, durante a Guerra do Paraguai, destacou-se na Batalha de Tuiuti como comandante da 3.ª Divisão de Infantaria, onde foi ferido três vezes e continuou a liderar seu batalhão. Sampaio faleceu em Buenos Aires em julho de 1866 em decorrência dos ferimentos sofridos na Batalha de Tuiuti. Em 1962 foi nomeado patrono da infantaria do Exército Brasileiro pelo presidente João Goulart através do Decreto 51.429, de 13 de março de 1962.
Em 1946 a Estrada de Ferro Sorocabana abriu a estação e a batizou "General Sampaio", mais tarde alterado para "Comandante Sampaio" em homenagem aos batalhões de infantaria existentes em Quitaúna.